# 11 de diciembre
El 11 de diciembre es el 345.º (tricentésimo cuadragésimo quinto) día del año en el calendario gregoriano y el 346.º en los años bisiestos. Quedan 20 días para finalizar el año.

## Acontecimientos
- 220: en China, el Emperador Xian de Han es forzado a abdicar del trono por Cao Pi; provocando así la Caída de la dinastía Han.[1]
- 359: en Constantinopla, Honorato toma posesión como primer prefecto.
- 1282: en Cilmeri (Gales) muere en una escaramuza Llywelyn el Último Rey (n. c. 1228), el último príncipe de Gales nativo.
- 1576: en España, Fray Luis de León, tras casi cinco años de encarcelamiento sin juicio, es absuelto por la Inquisición.
- 1602: los ciudadanos de Ginebra repelen un ataque sorpresa bajo las órdenes del Duque de Savoya y su cuñado Felipe III de España.
- 1688: en Londres, en el marco de la Revolución Gloriosa, un grupo de aristócratas protestantes derroca al rey católico Jaime II.
- 1738: a pocos kilómetros de la ciudad de Nápoles (Italia), un grupo de arqueólogos descubre la aldea de Herculano, enterrada el mismo día que Pompeya (a 20 km) por las cenizas volcánicas del Vesubio.
- 1792: en Francia ―en el marco de la Revolución francesa―, la Convención Nacional juzga por traición al rey Luis XVI.
- 1811: el Estado de Quito (actual Ecuador) declara, mediante la instalación del Congreso Constituyente, su independencia de España.
- 1813: Napoleón Bonaparte restituye a Fernando VII la corona de España.
- 1816: Indiana se convierte en el estado 19.º de los Estados Unidos.
- 1829: Fernando VII contrae cuarto matrimonio con su sobrina María Cristina de Borbón.
- 1831: en España, traicionado por Vicente González Moreno "Viriato", fusilan al general José María de Torrijos y Uriarte en compañía de los 52 hombres que le habían seguido en su empresa de restablecer la libertad en España.
- 1844: en Guatemala, Rafael Carrera comienza su mandato presidencial.
- 1845: en la región del Punyab se desencadena la primera guerra anglo-sij que enfrenta al Imperio británico con el Reino sij.
- 1855: en México, el general Juan Álvarez deja la presidencia interina de la República al general Ignacio Comonfort.
- 1857: se funda en Argentina la Gran Logia de la Argentina de Libres y Aceptados Masones.
- 1868: en la desembocadura del arroyo Avaí (en el actual pueblo de Villeta, a 40 km al sureste de Asunción (Paraguay) ―en el marco de la guerra de la Triple Alianza― el ejército brasileño derrota al ejército paraguayo en la batalla de Abaí.
- 1879: en Guatemala, la Asamblea Constituyente proclama una nueva Constitución, de carácter liberal.
- 1892: en España se constituye un Gobierno liberal presidido por Práxedes Mateo Sagasta.
- 1905: en Kiev (Rusia zarista), un grupo de trabajadores establecen la República Shuliavka.
- 1907: el edificio del Parlamento de Nueva Zelanda es destruido por un incendio.
- 1913: en la provincia de San Juan (Argentina) se crea el departamento Chimbas.
- 1917: el general británico Edmund Allenby entra en Jerusalén y declara la ley marcial.
- 1925: en el Roma, el papa Pío XI promulga la encíclica Quas Primas, introduciendo la Solemnidad del Cristo Rey.
- 1927: en China, la milicia comunista y los trabajadores de la Guardia Roja ocupan la ciudad de Cantón, estableciendo el Soviet de Cantón.
- 1931: el Parlamento Británico aprueba el Estatuto de Westminster, reconociendo la independencia de territorios británicos con gobierno propio como Australia, Canadá, Nueva Zelanda o Sudáfrica.
- 1933 (lunes): en el cerco de Campo Vía ―a 400 km al noroeste de Asunción y 60 km al norte de la frontera con Argentina― que comenzó el jueves 7, el ejército paraguayo vence al ejército boliviano. Culmina la batalla de Alihuatá-Zenteno (librada desde el 23 de octubre).
- 1936: en Londres, Eduardo VIII abdica como rey.
- 1937: en el marco de la segunda guerra ítalo-etíope, Italia deja la Sociedad de Naciones.
- 1940: en Berlín ―en el marco de la Segunda Guerra Mundial― Adolf Hitler aprueba el plan de invasión de Grecia.
- 1941: Alemania e Italia declaran la guerra a Estados Unidos, cuatro días después del ataque japonés a Pearl Harbor.
- 1944: Costa Rica declara la guerra a Alemania e Italia considerando la política internacional de completa solidaridad y cooperación con los países americanos cuando se vieran amenazados por una potencia no americana.
- 1946: en EE. UU. se crea UNICEF.
- 1947: Los Escolapios, provenientes de España desembarcan en Barranquilla, marcando la llegada de estos clérigos a Colombia.
- 1951: en Paraguay es fundado oficialmente el Partido Revolucionario Febrerista (partido socialista).
- 1958: Alto Volta se independiza del Imperio francés.
- 1960: violentas protestas entre el pueblo y las fuerzas francesas por la ocupación francesa de Argelia en la visita del presidente Charles de Gaulle.
- 1964: en la ciudad de Nueva York, el revolucionario argentino Ernesto Che Guevara habla ante la Asamblea General de las Naciones Unidas. Durante su discurso un terrorista desconocido lanza proyectiles con mortero desde un edificio cercano.
- 1971: en Estados Unidos se crea el Partido Libertario de los Estados Unidos.
- 1972: aluniza la nave espacial estadounidense Apolo 17 en el valle lunar de Taurus-Littrow, en la última visita del hombre a la Luna.
- 1981: en El Salvador ―en el marco de la «Operación Rescate» contra el FMLN― sucede el segundo día de la Masacre de El Mozote: la Fuerza Armada tortura y ejecuta a 900 campesinos civiles (hombres, mujeres y niños) desarmados. Se considera la peor masacre en el hemisferio occidental, en tiempos modernos.
- 1981: en Buenos Aires, la dictadura militar (1976-1983) depone al general Roberto Viola de la presidencia. Asume interinamente el cargo de presidente el vicealmirante Carlos Alberto Lacoste.
- 1987: en España, la banda terrorista ETA realiza un atentado en la casa cuartel de la Guardia Civil en Zaragoza, matando a 11 personas (entre ellos 5 niños) e hiriendo a más de 88.
- 1987: la UNESCO declara el centro histórico de la ciudad de Puebla (México) como Patrimonio de la Humanidad.
- 1988: en Japón, el Club Nacional de Football se consagra campeón intercontinental tras vencer al PSV Eindhoven en una larga serie de penales.
- 1990: en México, se emite por primera vez a través de Red Nacional del Canal 13 de Imevisión, el programa A Quien Corresponda, conducido por Jorge Garralda.
- 1993: cerca de Kuala Lumpur (Malasia), 48 personas mueren en un incidente en las Highland Towers.
- 1993: La Unesco declara la Ruta de Santiago española patrimonio de la humanidad.
- 1994: en el marco de la primera guerra chechena: el presidente de la Federación Rusa Borís Yeltsin ordena a sus tropas entrar en Chechenia.
- 1997: se abre el periodo de firmas del Protocolo de Kioto.
- 1998: Estados Unidos lanza la sonda Mars Climate Orbiter, que se destruirá a la llegada a Marte por un error de navegación.
- 1998: cerca del aeropuerto de la ciudad de Surat Thani (Tailandia) se estrella un Airbus A310-200 de la compañía Thai Airways, matando a 101 personas.
- 1998: en Venezuela, el Consejo Nacional Electoral (CNE) proclamó a Hugo Chávez Frías como nuevo presidente de la República de Venezuela, para el período 1999-2004, fecha que selló el inicio de la Revolución Bolivariana.
- 2001: la República Popular de China ingresa en la Organización Mundial del Comercio.
- 2005: en el Reino Unido, una explosión y un incendio a la terminal petrolera de Buncefield causa un gran nube de gas.
- 2006: en Teherán (Irán), se inaugura la negacionista Conferencia Internacional de Revisión Mundial del Holocausto. Asiste el exjefe del KuKluxKlan estadounidense, David Duke. El encuentro, de dos días, será condenado por la Santa Sede; Bush lo llamó «una afrenta al mundo civilizado»; y Tony Blair lo describió como «chocante más allá de lo creíble».
- 2006: en México, el presidente Felipe Calderón, declaró la guerra contra el narcotráfico, luego de empezar intensos operativos tratando de dar captura a este tipo de criminales.
- 2007: en Argel (Argelia) dos coche bombas explotan en el edificio de la Corte Constitucional y la oficina de las Naciones Unidas. Mueren unas 45 personas. La ONU declarará este día el Recuerdo de los Muertos en Argel.
- 2007: en Lima (Perú), el expresidente Alberto Fujimori es condenado en primera instancia a 6 años de prisión y 2 años adicionales por el delito de usurpación de funciones y abuso de autoridad durante su mandato.
- 2008: Bernard Madoff es arrestado por un fraude tipo Ponzi, por 50 000 millones de dólares estadounidenses.
- 2009: en Estados Unidos se lanza el videojuego Angry Birds.
- 2010: en Estocolmo (Suecia) dos explosiones sacuden un populoso distrito comercial. Muere una persona y dos quedan heridas. El gobierno declara que se tratará este incidente como un ataque terrorista.
- 2011: en Perú, el presidente del consejo de ministros Salomón Lerner renuncia al cargo, sucediéndolo Óscar Valdés.
- 2011: en México, el Club de Fútbol Tigres de la Universidad Autónoma de Nuevo León logra ganar el Torneo Apertura 2011 (México) ante el Club Santos Laguna luego de 29 años de sequía.
- 2014: España aprueba una ley que obliga a los productores de publicaciones a cobrar a los buscadores web para mostrarlas. Google consideró insostenible este mecanismo, por lo que anunció el cierre de Google Noticias o Google News para este país.[2][3][4]
- 2018: en Ecuador, Otto Sonnenholzner se convierte en el tercer vicepresidente del gobierno de Lenín Moreno, tras el arresto de Jorge Glas y la renuncia de María Alejandra Vicuña.
- 2019: en la provincia de Buenos Aires, asume el gobernador Axel Kicillof junto a Verónica Magario como vicegobernadora.
- 2020: la cantante Taylor Swift lanza su noveno álbum de estudio evermore.
- 2022:En México Se registra un sismo de 6.0 proviniendo de Tecpan Guerrero a las 8:31:30am.
- 2022:Se lleva a cabo el Festival de la canción de Eurovisión Junior en Ereván, capital de Armenia, con el triunfo de Francia siendo representada por Lisandro y su canción "Oh Maman!".

## Nacimientos
- 1465: Ashikaga Yoshihisa, shogun japonés (f. 1489).
- 1475: Juan de Médicis, aristócrata italiano, llamado papa León X entre 1513 y 1521 (f. 1521).
- 1566: Manuel Cardoso, compositor portugués (f. 1650).
- 1651: Demetrio de Rostov, santo ruso (f. 1709).
- 1680: Emanuele d'Astorga, compositor italiano (f. 1736).
- 1709: Luisa Isabel de Orleans, aristócrata francesa, esposa del rey Luis I (f. 1742).
- 1712: Francesco Algarotti, filósofo italiano (f. 1764).
- 1725: George Mason, político estadounidense (f. 1792).
- 1758: Carl Friedrich Zelter, compositor, director de orquesta y docente alemán (f. 1832).
- 1761: Gian Domenico Romagnosi, físico italiano (f. 1835).
- 1761: Francisco Rodríguez del Toro, militar venezolano (f. 1851).
- 1781: David Brewster, físico británico (f. 1868).
- 1792: Joseph Mohr, sacerdote, poeta y compositor austriaco, autor de Noche de paz (f. 1848).
- 1801: Christian Dietrich Grabbe, escritor alemán (f. 1836).

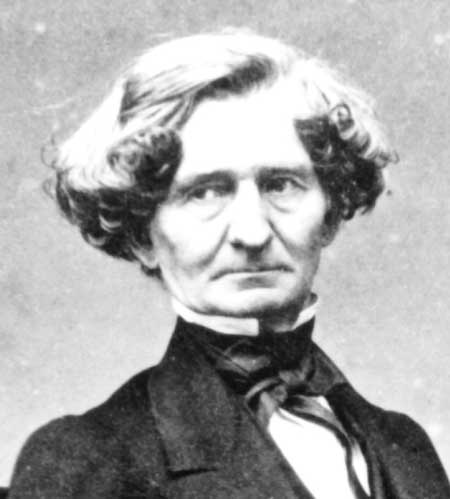
Hector Berlioz

- 1803: Hector Berlioz, compositor y músico francés (f. 1869).
- 1810: Alfred de Musset, escritor francés (f. 1857).
- 1824: Víctor Balaguer, escritor, periodista y político español (f. 1901).
- 1827: Adam Crooks, político canadiense (f. 1885).
- 1830: Kamehameha V, rey hawaiano (f. 1872).
- 1833: Ramón Verea, periodista, escritor e inventor español (f. 1899).
- 1834: Eduarda Mansilla, escritora argentina (f. 1892).
- 1835: Dámaso Zabalza, compositor y pianista español (f. 1894).
- 1843: Robert Koch, médico alemán, descubridor del bacilo de la tuberculosis, premio nobel en medicina en 1905 (f. 1910).
- 1849: Ellen Key, feminista, pedagoga y escritora sueca (f. 1926).
- 1855: Ernesto Elorduy, pianista y compositor mexicano (f. 1913).
- 1856: Georgi Plekhanov, teórico marxista y revolucionario ruso (f. 1918).
- 1858: Vladimir Nemirovich-Danchenko, director teatral ruso (f. 1943).
- 1863: Annie Jump Cannon, astrónoma estadounidense (f. 1941).
- 1864: Maurice Leblanc, novelista y escritor francés (f. 1941).
- 1874: Paul Wegener, actor, cineasta y director teatral alemán (f. 1948).
- 1876: Mieczysław Karłowicz, compositor polaco (f. 1909).
- 1882: Max Born, físico alemán, premio nobel de física (f. 1970).
- 1882: Fiorello La Guardia, político estadounidense (f. 1947).
- 1883: Victor McLaglen, actor británico (f. 1959).
- 1890: Carlos Gardel, cantor y compositor de tangos argentino de origen francés o uruguayo (f. 1935).
- 1890: Jacinto Jijón y Caamaño, historiador y político ecuatoriano (f. 1950).
- 1890: Mark Tobey, pintor estadounidense (f. 1976).
- 1892: Giacomo Lauri-Volpi, tenor italiano (f. 1979).
- 1896: Daniel Palau, escultor argentino (f. 1978).
- 1897: Sabino Bilbao, futbolista español (f. 1983).
- 1899: Julio de Caro, músico, violinista, director de orquesta y compositor argentino (f. 1980).
- 1901: Aleksandr Fadéyev, escritor ruso (f. 1956).
- 1904: Marge (Marjorie Henderson Buell), historietista estadounidense, de La pequeña Lulú (f. 1993).
- 1905: Gilbert Roland, actor mexicano-estadounidense (f. 1994).
- 1908: Carlos Arias Navarro, presidente español (f. 1989).
- 1908: Elliott Carter, compositor estadounidense (f. 2012).
- 1908: Manoel de Oliveira, director y guionista portugués (f. 2015).
- 1908: Amon Goeth, oficial alemán de las SS (f. 1946).
- 1910: Noel Rosa, compositor brasileño (f. 1937).
- 1911: Naguib Mahfuz, escritor egipcio, premio nobel de literatura en 1998 (f. 2006).
- 1911: Val Guest, director británico (f. 2006).
- 1911: Qian Xuesen, científico chino (f. 2009).
- 1912: Carlo Ponti, productor cinematográfico italiano (f. 2007).
- 1913: Jean Marais, actor francés (f. 1998).
- 1915: Aleksandr Min, militar soviético de origen coreano (f. 1944).
- 1916: Dámaso Pérez Prado, músico cubano (f. 1989).
- 1916: Elena Garro, escritora mexicana (f. 1998).
- 1918: Alexander Solzhenitsyn, escritor soviético, premio nobel de literatura en 1970 (f. 2008).
- 1919: Marie Windsor, actriz estadounidense (f. 2000).
- 1921: Pierre Bec, lingüista, filólogo y poeta francés (f. 2014).
- 1922: Dilip Kumar, actor y político indio (f. 2021).
- 1922: Grigoris Bithikotsis, cantante griego (f. 2005).
- 1923: Betsy Blair, actriz estadounidense (f. 2009).
- 1924: Alfredo Parga, periodista argentino (f. 2004).
- 1925: Paul Greengard, neurólogo estadounidense, premio nobel de medicina en 2000 (f. 2019).
- 1926: César Lévano, escritor y periodista peruano (f. 2019).
- 1927: Javier Alva Orlandini, abogado político peruano (f. 2020).
- 1927: John Buscema, cómico estadounidense (f. 2002).
- 1928: Renny Ottolina, animador y productor venezolano de televisión (f. 1978).
- 1928: Tomás Gutiérrez Alea, cineasta cubano (f. 1996).
- 1929: Eduardo Schinca, dramaturgo, actor y director de teatro uruguayo (f. 2001).
- 1930: Beatriz Bonnet, actriz argentina (f. 2020).
- 1930: Chus Lampreave, actriz española (f. 2016).
- 1930: Jean-Louis Trintignant, actor francés (f. 2022).
- 1931: Ronald Dworkin, filósofo y erudito estadounidense (f. 2013).
- 1931: Rita Moreno, actriz puertorriqueña.
- 1931: Osho, escritor religioso, líder de secta y contrabandista indio (f. 1990).
- 1932: Enrique Bermúdez Varela, paramilitar y narcotraficante nicaragüense, fundador de los contras (f. 1991).
- 1933: Gregorio Camacho, pintor venezolano (f. 2002).
- 1933: Aldo Mayo, actor argentino (f. 2007).
- 1934: Ulises Estrada, revolucionario cubano (f. 2014).
- 1935: Pranab Mukherjee, político indio, presidente de la India entre 2012 y 2017 (f. 2020).
- 1936: Hans van den Broek, político franco-neerlandés.
- 1937: Jim Harrison, escritor estadounidense (f. 2016).
- 1938: Enrico Macias, cantante francés.
- 1938: McCoy Tyner, pianista de jazz estadounidense (f. 2020).
- 1939: Tom Hayden, político y activista estadounidense (f. 2016).
- 1940: Manuel Martín Ferrand, periodista español (f. 2013).
- 1940: David Gates, músico estadounidense, de la banda Bread.
- 1940: Eduardo Matos Moctezuma, arqueólogo y antropólogo mexicano.
- 1941: Dámaso Blanco, beisbolista y comentarista deportivo venezolano.
- 1943: John Kerry, político estadounidense.
- 1944: Brenda Lee, cantante estadounidense.
- 1944: Gianni Morandi, cantante italiano.
- 1944: Teri Garr, actriz estadounidense.
- 1944: Henry Pease, politólogo, sociólogo y político peruano (f. 2014).
- 1946: Rhoma Irama, cantautor, guitarrista y actor indonesio.
- 1947: Andrés Rábago, humorista y dibujante español.
- 1948: Juan Andújar Oliver, árbitro español de fútbol.
- 1948: Omar Castillo, aviador y héroe nacional argentino, muerto en combate (f. 1982).
- 1948: Víctor Víctor, músico y compositor dominicano (f. 2020).
- 1950: Christina Onassis, empresaria griega, hija de Aristóteles Onassis (f. 1988).
- 1950: Pablo Piñera, economista chileno.
- 1951: Spike Edney, tecladista británico.
- 1953: Bess Armstrong, actriz estadounidense.
- 1954: Santiago Creel, político mexicano.
- 1954: Julio Fuentes Serrano, periodista español; asesinado (f. 2001).
- 1954: Jermaine Jackson, cantante estadounidense.
- 1954: Guðlaugur Kristinn Óttarsson, guitarrista, ingeniero politécnico e inventor islandés.
- 1956: Ricardo Giusti, futbolista argentino.
- 1956: John Dahl, cineasta estadounidense.
- 1957: Peter Bagge, ilustrador y escritor estadounidense.
- 1957: Alicia Barberis,  escritora, narradora oral y poetisa argentina.
- 1958: Alberto Ruiz-Gallardón, político español.
- 1958: Nikki Sixx, bajista estadounidense, de la banda Mötley Crüe.
- 1958: Ever Hernández, futbolista salvadoreño.
- 1960: Rachel Portman, compositora británica.
- 1960: Carolina Escobar Sarti, escritora guatemalteca.
- 1961: Jorge da Silva, futbolista y entrenador uruguayo.
- 1961: Darryl Jones, bajista estadounidense.
- 1961: Macky Sall, político senegalés, 4.º presidente de su país.
- 1962: Ben Browder, actor estadounidense.
- 1962: Nele Karajlić, cantautor, tecladista y actor serbio.
- 1963: Jon Brion, músico estadounidense.
- 1963: Claudia Kohde-Kilsch, tenista alemán.
- 1963: Mario Picazo, meteorólogo y presentador de televisión español.
- 1964: Miguel Varoni, actor colombo-argentino.
- 1966: Gary Dourdan, actor estadounidense.
- 1966: Leon Lai, cantante y actor hongkonés.
- 1966: Gloria Elizo, política y abogada española.
- 1967: DJ Yella, rapero, productor y cineasta estadounidense.
- 1967: Mo'Nique, actriz estadounidense.
- 1968: Fabrizio Ravanelli, futbolista italiano.
- 1969: Viswanathan Anand, ajedrecista indio.
- 1969: Stig Inge Bjørnebye, futbolista noruego.
- 1969: Tamara Seisdedos, cantante y actriz española.
- 1969: Francisco Javier Arellano Félix, narcotraficante mexicano.
- 1972: Daniel Alfredsson, jugador de hockey sobre hielo sueco.
- 1972: Raquel Barco escritora española.
- 1972: Rusty Joiner, modelo y actor estadounidense.
- 1972: Andriy Husin, futbolista ucraniano (f. 2014).
- 1972: Sami Al Jaber, futbolista saudí.
- 1972: Darío Barrio cocinero español.
- 1973: Mos Def, rapero y actor estadounidense.
- 1973: Valentina Lisitsa, pianista ucraniana.
- 1974: Rey Mysterio Jr., luchador mexicano.
- 1976: Shareef Abdur-Rahim, baloncestista estadounidense.
- 1978: Courtney Henggeler, actriz estadounidense.
- 1979: Nika, cantante española.
- 1979: Colleen Hoover, escritora estadounidense.
- 1981: Javier Saviola, futbolista argentino.
- 1981: Bruno Rangel, futbolista brasileño del Chapecoense (f. 2016).
- 1982: Natalia, cantante española.
- 1984: Néstor Susaeta, futbolista español.
- 1984: Leighton Baines, futbolista británico.
- 1984: Sandra Echeverría, cantante y actriz mexicana.
- 1984: Alberto Abarza, nadador paralímpico chileno
- 1985: Karla Souza, actriz mexicana.
- 1985: Cristian Fernández, artista panameño.
- 1986: Roy Hibbert, baloncestista estadounidense.
- 1987: Alex Russell, actor estadounidense.
- 1987: Natalia Gordienko, cantante moldava.
- 1987: Antonio Jesús Regal Angulo, futbolista español.
- 1988: Alía Atkinson, nadadora jamaicana.
- 1988: Marcos Rocha, futbolista brasileño.
- 1989: Jéssica Sanjuán, actriz colombiana
- 1990: Alexa Demie, actriz estadounidense.
- 1992: Tiffany Alvord, cantante estadounidense.
- 1993: Yalitza Aparicio, actriz mexicana.
- 1993: Nesta Cooper, actriz canadiense
- 1994: Alice Hirose, actriz y modelo japonesa.
- 1996: Hailee Steinfeld, actriz estadounidense.
- 1996: Jack Griffo, actor estadounidense.
- 1996: Dovydas Nemeravičius, remero lituano.
- 1997: Aly Abeid, futbolista mauritano.
- 1997: Konstantinos Mavropanos, futbolista griego.
- 1997: James Bree, futbolista inglés.
- 1998: Dante Rigo, futbolista belga.
- 1998: Álex Bermejo, futbolista español.
- 1998: Viviana Acosta, futbolista colombiana.
- 1998: Kostas Pileas, futbolista chipriota.
- 1999: Samuel Ezeala, rugbista español.
- 2003: Giorgio Scalvini, futbolista italiano.
- 2005: Arijon Ibrahimović, futbolista alemán.

## Fallecimientos
- 384: Dámaso I, papa romano entre 366 y 384 (n. 304).
- 711: Justiniano II, emperador bizantino (n. 669).
- 861: Al-Mutawakkil, califa pakistaní (n. 822).
- 1121: Al-Afdal Shahanshah, califa egipcio (n. 1066).
- 1179: Alessandro Albani, cardenal italiano.
- 1226: Robert de Ros, político inglés (n. 1177).
- 1282: Llywelyn, el Último Rey, príncipe galés (n. 1223).
- 1282: Miguel VIII Paleólogo, emperador bizantino (n. 1225).
- 1474: Enrique IV de Castilla, rey de Castilla (n. 1425).
- 1532: Pietro Accolti, cardenal católico italiano (n. 1455).
- 1582: Fernando Álvarez de Toledo y Pimentel, tercer duque de Alba (n. 1507).
- 1610: Adam Elsheimer, pintor alemán (n. 1578).
- 1634: Fadrique Álvarez de Toledo y Mendoza, militar y político español (n. 1580).
- 1694: Ranuccio (Renato) II Farnesio, aristócrata italiano (n. 1630).
- 1704: Roger L'Estrange, escritor británico (n. 1616).
- 1741: Tomás José Ruiz Montes, religioso español (n. 1666).
- 1747: Edmund Curll, bibliotecario británico (n. ca. 1675).
- 1784: Anders Johan Lexell, astrónomo y matemático sueco-ruso (n. 1740).
- 1826: María Leopoldina de Austria, reina consorte de Brasil (n. 1797).
- 1831: José María de Torrijos y Uriarte, militar español  (n. 1791).
- 1840: Kokaku, emperador japonés (n. 1771).
- 1870: Pascual Madoz, político español (n. 1806).
- 1872: Kamehameha V, rey hawaiano (n. 1830).
- 1880: Oliver Fisher Winchester, político y magnate estadounidense (n. 1810).
- 1896: Narciso Campero, militar y político boliviano (n. 1813).
- 1898: Calixto García (59), general cubano; pulmonía (n. 1839).
- 1909: Innokenty Annensky, poeta ruso (n. 1855).
- 1909: Domingo Vásquez, militar y político hondureño (n. 1846).
- 1911: Prithvi Bir Bikram Shah, rey nepalí (n. 1875).
- 1918: Ivan Cankar, escritor, poeta, dramaturgo y ensayista esloveno (n. 1876).
- 1920: Olive Schreiner, escritora sudafricana (n. 1855).
- 1929: Efrén Rebolledo, poeta mexicano (n. 1877).

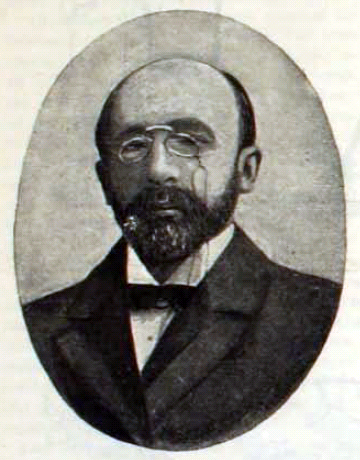
José Toribio Medina

- 1930: José Toribio Medina, bibliógrafo e historiador chileno. (n. 1852).
- 1937: Ángel Pestaña, anarcosindicalista español (n. 1886).
- 1938: Christian Lange, historiador noruego, premio nobel de la paz en 1921 (n. 1969).
- 1941: John Gillespie Magee, Jr., poeta y aviador estadounidense (n. 1922).
- 1941: Charles Émile Picard, matemático francés (n. 1856).
- 1945: Charles Fabrý, físico francés (n. 1867).
- 1955: Archer Milton Huntington, arqueólogo e hispanista estadounidense (n. 1870).
- 1955: Joaquín Álvarez, aristócrata español (n. 1894).
- 1957: Heinrich Hoffmann, fotógrafo alemán (n. 1885).
- 1957: Musidora (Jeanne Roques), actriz francesa (n. 1889).
- 1959: Felipe Sassone, escritor peruano (n. 1884).
- 1963: Alberto Bello, actor argentino (n. 1897).
- 1964: Sam Cooke, cantante afroestadounidense de góspel, rhythm and blues, soul y pop (n. 1931).
- 1964: Percy Kilbride, actor estadounidense (n. 1888).
- 1971: Maurice "Mac" McDonald, pionero del fast food estadounidense (n. 1909).
- 1972: Numa Turcatti, última víctima del Vuelo 571 de la Fuerza Aérea Uruguaya (n. 1947)
- 1975: Lee Wiley, cantante estadounidense de jazz (n. 1908).
- 1976: Francesco Merli, tenor italiano (n. 1887).
- 1978: Vincent Du Vigneaud, bioquímico estadounidense, premio nobel de química en 1955 (n. 1901).
- 1979: James J. Gibson, psicólogo perceptual estadounidense (n. 1904).
- 1980: Josep Llorens i Artigas, ceramista español (n. 1892).
- 1980: Milagros de la Vega, actriz argentina (n. 1895).
- 1983: sir Neil Ritchie, general británico (n. 1897).
- 1984: Oskar Seidlin, educador alemán (n. 1911).
- 1987: G. A. Kulkarni, escritor indio (n. 1923).
- 1989: Louise Dahl-Wolfe, fotógrafo estadounidense (n. 1895).
- 1991: Vilma Bánky, actriz húngaro-estadounidense (n. 1901).
- 1991: Artur Lundkvist, escritor sueco (n. 1906).
- 1991: Robert Q. Lewis, actor estadounidense (n. 1921).
- 1992: José Osuna, director teatral español (n. 1928).
- 1992: Michael Robbins, actor británico (n. 1930).
- 1993: Elvira Popescu, actriz francesa (n. 1894).
- 1994: Yao Yilin, dirigente comunista chino (n. 1917).
- 1994: Philip Phillips, arqueólogo estadounidense (n. 1900).
- 1995: Arthur Mullard, actor estadounidense (n. 1910).
- 1995: Allene Jeanes, investigadora química estadounidense (n. 1906).
- 1996: Juan Carlos Barbieri, actor argentino (n. 1932).
- 1996: Willie Rushton, animador estadounidense (n. 1937).
- 1996: Ramón Valdivieso, médico chileno (n. 1902).
- 1997: Eddie Chapman, espía británico (n. 1914).
- 1998: André Lichnerowicz, físico polaco (n. 1915).
- 1998: Lynn Strait, cantante estadounidense (Snot) (n. 1968).
- 2000: Tito Gómez, actor argentino (n. 1920).
- 2000: Shaista Suhrawardy Ikramullah, político pakistaní (n. 1915).
- 2000: David Lewis, actor estadounidense (n. 1916).
- 2002: Luis Ciges, actor español (n. 1921).
- 2003: Ahmadou Kourouma, escritor marfileño (n. 1927).
- 2004: José Luis Cuciuffo, futbolista argentino (n. 1961).
- 2004: M. S. Subbulakshmi, cantante indio (n. 1916).
- 2005: Stuart Max Walters, botánico británico (n. 1920).
- 2007: Nicholas Kao Se Tseien, sacerdote católico supercentenario chino (n. 1897).
- 2007: Christie Hennessy, cantante irlandés (n. 1945).
- 2007: José Luis Calva Zepeda, asesino serial mexicano más conocido como "El Caníbal de la Guerrero" (n. 1969).
- 2008: Bettie Page, modelo estadounidense (n. 1923).
- 2009: Francisco Piquer Chanza, actor español (n. 1922).
- 2009: Mike Ribas, pianista, arreglista y compositor argentino de origen español (n. 1932).
- 2011: Enric Barbat, cantautor español (n. 1943).
- 2011: John Patrick Foley, cardenal estadounidense (n. 1935).
- 2012: Albert O. Hirschman, economista germano-estadounidense (n. 1915).
- 2012: Ravi Shankar, sitarista y compositor indio (n. 1920).
- 2012: Galina Vishnevskaya, soprano rusa (n. 1926).
- 2018: Bill Siegel, director de cine estadounidense (n. 1962).
- 2020: Carlos Calvo, actor y comediante argentino (n. 1953).
- 2020: Kim Ki-duk, director de cine surcoreano (n. 1960).
- 2021: Anne Rice, escritora estadounidense (n. 1941).
- 2022: Angelo Badalamenti, músico y compositor estadounidense de origen italiano (n. 1937).
- 2023: Paulin Obame-Nguema, médico y político gabonés, Primer ministro de Gabón entre 1994 y 1999 (n. 1934).

## Celebraciones
- Día Mundial del Fideo.[5]
Popularizado como Noodle Ring Day (Día del Anillo de Fideos).

- ONU:
  - Día Internacional de las Montañas.[6][7]

 Por países
(Por orden alfabético)
- Argentina: 
  - Día Nacional del Tango.[8]
  - Día del Profesional Informático.[9]
  - Día del Masón.[10]Se trata de recordar este día del año 1857 en el que se creó la Gran Logia de Argentina.

- Chile: 
  - Día de la Seguridad Privada.
Primera vez desde el año 2019.

- México: 
  - Día Nacional del Peregrino.[11]Esto a raíz de los grandes flujos de personas que se movilizan para llegar a la Basílica de Guadalupe con el objetivo de visitar a la Virgen cuyo día se celebra el 12 de diciembre.

- Venezuela: 
  - Día Nacional del Locutor.

### Santoral católico

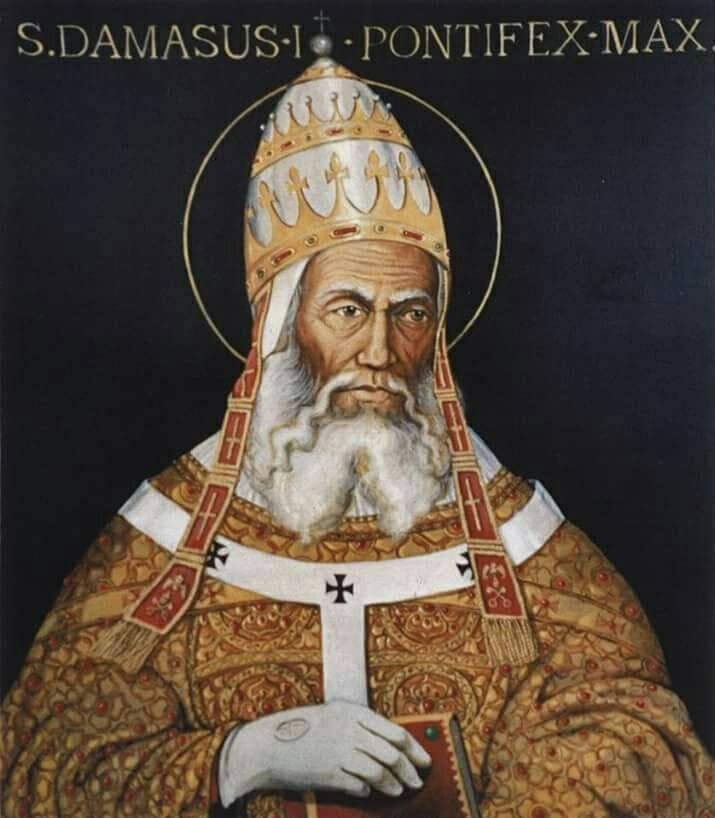
San Dámaso.

- San Dámaso I, papa (384)[12](imagen ilustrativa).
- Santos Victorico y Fusciano  de Amiens, mártires (c. s. III).[12]
- San Sabino de Piacenza, obispo (c. s. IV).
- San Daniel Estilita, presbítero (493).[12]
- Beato David de Himmerod, monje (1179).
- Beato Francisco Lippi, ermitaño (1292).[12]
- Beato Hugolino Magalotti, ermitaño (1373).[12]
- Beato Jerónimo Ranuzzi, presbítero (c. 1466).[12]
- Beatos Martín Lumbreras Peralta y Melchor Sánchez Pérez, presbíteros y mártires (1632).
- Beato Arturo Bell, presbítero y mártir (1643).[12]
- Beata María del Pilar Villalonga Villalba, virgen y mártir (1936).
- Santa María Maravillas de Jesús Pidal y Chico de Guzmán, virgen (1974).